# إيفان كاي
إيفان كاي (بالإنجليزية: Ivan Kaye) هو ممثل بريطاني، ولد في 1 يوليو 1961 في نورثامبتون في المملكة المتحدة.

## أعمال

### أفلام
- (2004) كعكة الطبقات
- (2012) الظلال الداكنة[4][5]

## وصلات خارجية
- إيفان كاي على موقع IMDb (الإنجليزية)
- إيفان كاي على موقع قاعدة بيانات الفيلم (الإنجليزية)